# سانا سولبرگ-ایساکسن
سانا سولبرگ-ایساکسن (نروژی: Sanna Solberg-Isaksen؛ زادهٔ ۱۶ ژوئن ۱۹۹۰) بازیکن هندبال زن اهل نروژ است.